# Ézsaiás Budai

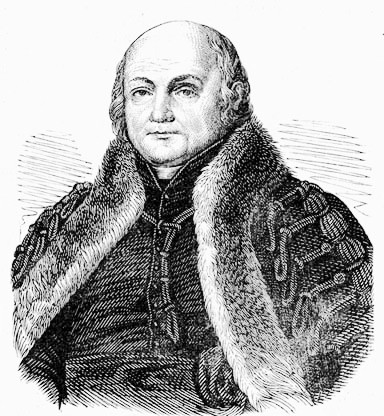
Ézsaiás Budai

Ézsaiás Budai (* 7. Mai 1766 in Pér; † 14. Juli 1841 in Debrecen) war ein ungarischer reformierter Theologe und kirchlicher Würdenträger sowie Pädagoge, Altphilologe und Historiker.

## Leben
Budai stammte aus einer adeligen ungarischen Familie. Bereits sein Onkel Ferenc Budai (1760–1802) war reformierter Pfarrer gewesen und zudem Verfasser eines geschichtswissenschaftlichen Lexikons, des Polgári Lexicon, das posthum von seinem Neffen herausgegeben wurde. Ézsaiás Budai studierte zunächst am Reformierten Kollegium, dem Vorläufer der Universität Debrecen, und wurde dort Supplent (Hilfslehrer) für griechische und römische Literatur. Das Kollegium finanzierte ihm, dessen Vater früh verstorben war, einen zweijährigen Studienaufenthalt an der Universität Göttingen. Von 1792 bis 1794 besuchte er dort Vorlesungen bei Christian Gottlob Heyne, Christoph Meiners, August Ludwig von Schlözer und Ludwig Timotheus Spittler, mit denen er noch lange in freundschaftlichen Briefkontakt blieb. Nach einer Reise nach Holland und England wurde er für kurze Zeit Professor für Philosophie an der Universität Göttingen, kehrte allerdings bereits 1794 ans Kollegium von Debrecen zurück. Dort lehrte er bis 1808 klassische Literatur und Geschichte und anschließend bis 1821 Religionswissenschaft. Er reorganisierte die Ausbildung am Kollegium, indem er für die Lehrenden gesonderte Pädagogik-Vorlesungen hielt, die Unterrichtsmaterialien zeitgemäß erneuern ließ und die Bibliothek ordnete. In der Reformierten Kirche in Ungarn wurde er zunächst 1813 Obernotar des Kirchensprengels jenseits der Theiß, dann 1821 erster Prediger in Debrecen und schließlich 1822 Superintendent des Kirchensprengels jenseits der Theiß. 1831 wurde Budai zum Ehrenmitglied der Ungarischen Akademie der Wissenschaften ernannt.

## Werke
- Commentatio de causis culturae tardius ad aquilonares quam ad australes Europae regiones propagatae (Göttingen 1794)
- God. Hasse Liber de causis stili latini (Debrecen 1799)
- Közönséges historia (Debrecen 1800) = „Allgemeine Geschichte“
- Régi tudós világ historiája (Debrecen 1802) = „Geschichte der alten gelehrten Welt“
- Deák nyelv kezdete példákban (Debrecen 1804) = „Einführung in die lateinische Sprache in Beispielen“
- Ratio institutiones (Debrecen 1807)
- Magyarország historiájav (Debrecen 1807) = „Geschichte Ungarns“
- Régi római v. deák irók élete (Debrecen 1814) = „Leben der alten römischen oder lateinischen Schriftsteller“
- Propaedeumata Theologiae Christ (Debrecen 1817)
- Christ. Cellarii latinitatis probatae et exercitae liber memorialis. Cum interpretatione hung. etc (Debrecen 1831)